# مونجر (مینه‌سوتا)
مونجر (به انگلیسی: Munger) یک منطقهٔ مسکونی در ایالات متحده آمریکا است که در Solway Township واقع شده‌است. مونجر ۳۰ نفر جمعیت دارد و ۴۱۶٫۰۶ متر بالاتر از سطح دریا واقع شده‌است.